# President Roxas (Cotabato)
President Roxas is een gemeente in de Filipijnse provincie Cotabato op het eiland Mindanao. Bij de laatste census in 2007 had de gemeente ruim 43 duizend inwoners.

## Geografie

### Bestuurlijke indeling
President Roxas is onderverdeeld in de volgende 34 barangays:
| - Alegria - Bato-bato - Cabangbangan - Camasi - Datu Indang - Datu Sandongan - Del Carmen - F. Cajelo - Greenhill - Idaoman - Ilustre - Kamarahan - Kimaruhing | - Kisupaan - La Esperanza - Labu-o - Lamalama - Lomonay - Mabuhay - New Cebu - Poblacion - Sagcungan - Salat - Sarayan - Tuael |

## Demografie
President Roxas had bij de census van 2007 een inwoneraantal van 43.133 mensen. Dit zijn 1.902 mensen (4,6%) meer dan bij de vorige census van 2000. De gemiddelde jaarlijkse groei komt daarmee uit op 0,62%, hetgeen lager is dan het landelijk jaarlijks gemiddelde over deze periode (2,04%). Vergeleken met de census van 1995 is het aantal mensen met 6.345 (17,2%) toegenomen.

De bevolkingsdichtheid van President Roxas was ten tijde van de laatste census, met 43.133 inwoners op 618,25 km², 59,5 mensen per km².